# Jordanoleiopus gardneri
Jordanoleiopus gardneri är en skalbaggsart som beskrevs av Stefan von Breuning 1958. Jordanoleiopus gardneri ingår i släktet Jordanoleiopus och familjen långhorningar.
Artens utbredningsområde är Kenya. Inga underarter finns listade i Catalogue of Life.